# Argyrosaurus superbus
Argyrosaurus superbus (gr. "lagarto de plata orgulloso") es la única especie conocida del género extinto Argyrosaurus de dinosaurio saurópodo titanosauriano, que vivió a finales del período Cretácico, hace aproximadamente 83 millones de años, en el período Campaniense, en lo que hoy es Sudamérica. Conocido por unos pocos huesos separados su morfología y tamaño no son bien conocidos, así como su completa clasificación. Se calcula que llegó a medir unos 21 metros de largo, aunque hay estimaciones de que llegaron hasta los 30 metros.

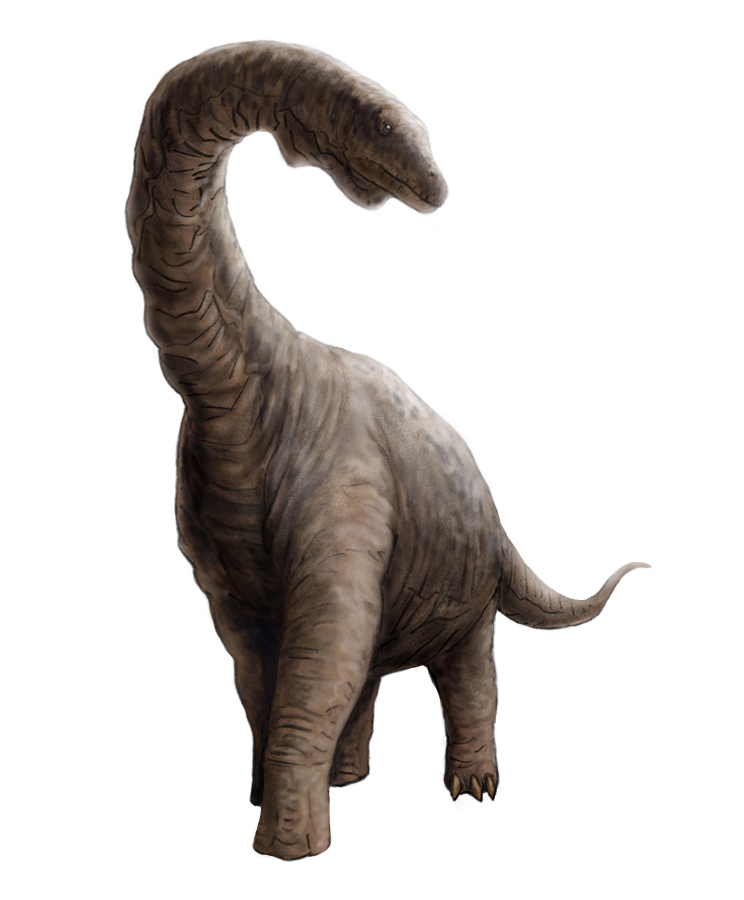
Recreación.

El nombre del género significa "lagarto de plata" del griego argyros, "plata", y sauros, "lagarto", ya fue descubierto en Argentina, que literalmente significa "tierra de plata". El epíteto específico significa "orgullo" en latín.

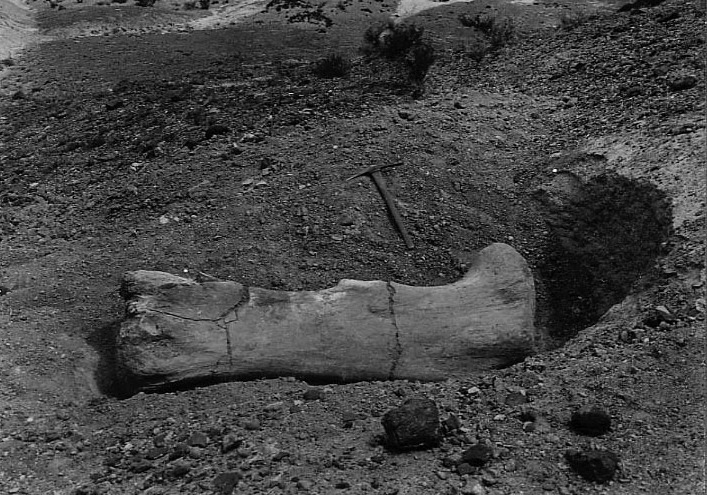
Fémur de Argyrosaurus in situ, Colinas de San Bernardo. 1924.

Se han encontrado pocos restos fósiles dispersos, en la Formación Bajo Barreal, la Formación Laguna Palacio y la Formación Castillo de Chubut en la Argentina y en la Formación Asencio del Uruguay. Fue descrito en 1893 por el paleontólogo inglés Richard Lydekker a partir de una extremidad anterior completa hallada por Carlos Ameghino en el río Chico de Chubut, procedente de las areniscas rojas guaraníticas de la región del lago Musters. En 1978, una comisión de la Universidad Nacional de Tucumán halló nuevos restos a orillas del río Senguerr, al sur de Colonia Sarmiento, provincia de Santa Cruz. Estos materiales, junto con otros extraídos en el mismo lugar por el Museo Argentino de Ciencias Naturales, fueron estudiados por Powell en 1986. También se ha encontrado un miembro anterior que parece pertenecer a este género y un probable nido en la provincia de Entre Ríos.
El género está basado principalmente en una enorme extremidad anterior izquierda, holotipo MLP 77-V-29-1. Otro material ha sido referido desde entonces, incluidos otros elementos extremidades anteriores, un omóplato, un pubis, varios fémures, y unas pocas vértebras y cola.
Argyrosaurus es considerado un titanosauriano, aunque su clasificación dentro de este grupo no está bien clara debido a lo fragmentario de sus restos. La principal diferencia es la relativa robustez al ser comparado con otros titanosaurianos como el saltasaurio y el laplatasaurio. Aunque se sugiere que pudo estar relacionado con el alamosaurio. En 2012 se lo colocó en la familia Argyrosauridae junto con el género egipcio Paralititan.